# 教員養成フラッグシップ大学
教員養成フラッグシップ大学（きょういんようせいフラッグシップだいがく）は、文部科学省に指定されている教員を養成する大学。

## 概要
文部科学省によって創設された教員を養成する大学の指定。令和の日本型教育を先導して、教員養成のあり方自体を変革することを牽引する役割を果たせる大学が指定される。教員養成フラッグシップ大学に指定された大学は、教育職員免許法等に定める一部の科目に変えて新たな科目を創設して教員免許を取得することができるようになるという特例措置が適用される。この特例制度を活用することで教員養成フラッグシップ大学は、優れた研究と人材育成機関として全国的に教員養成の高度化に貢献することが狙い。
2021年8月から11月にかけて教員養成フラッグシップ大学を選定するにあたっての公募が行われる。この公募に対して15大学が申請し、有識者による委員会から書面審査およびヒアリングが実施され指定大学が選定された。2022年3月9日に東京学芸大学、福井大学、大阪教育大学、兵庫教育大学の4大学が指定されて指定書の交付が行われた。
教員養成フラッグシップ大学の特例では、学生が教員免許を取得するために取得する単位の数が減少されて、学生の負担を減らすことができる。小学校一種免許状ならば教育職員免許法で定められた59単位を取得することとされているが特例により定められた単位は37単位にまで減少できる。中学校一種免許状ならば教育職員免許法で定められた59単位を取得することとされているが特例で35単位にまで減少できる。